# Jakub Janda

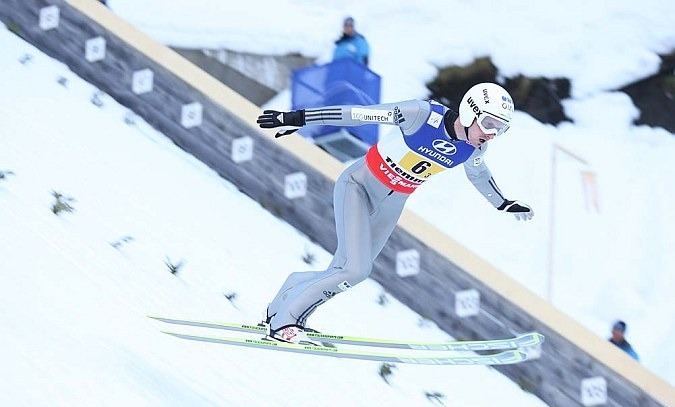
Jakub Janda v při skoku na lyžích v roce 2013

Jakub Janda (* 27. dubna 1978 Čeladná) je český politik a bývalý skokan na lyžích. V roce 2006 jako první Čech vyhrál Světový pohár.
Od voleb do Poslanecké sněmovny PČR v roce 2017 je poslancem Poslanecké sněmovny PČR za ODS. V dubnu 2018 se stal předsedou Úseku skoku na lyžích Svazu lyžařů České republiky.

## Osobní život
Jakub Janda se narodil 27. dubna 1978 v Čeladné, ale od mládí žije ve Frenštátě pod Radhoštěm. V letech 1993–1998 získal střední odborné vzdělání s maturitou na Integrované střední škole – centru odborné přípravy ve Frenštátě. V průběhu sportovní kariéry také neúspěšně dálkově studoval obor „Eurospráva“ na Vysoké škole báňské – Technické univerzitě Ostrava a obor „Management sportu a trenérství“ na Fakultě tělesné kultury Univerzity Palackého v Olomouci. Se svou ženou Barborou má tři děti – Olivera, Meggie a Willien.

## Sportovní kariéra
Do Světového poháru vstoupil v roce 1996, když obsadil 44. místo v Harrachově. První body do Světového poháru získal 9. března 1997 v Lahti (29. místo). V následujících sezónách zřídka kdy prošel prvním kolem. Prvně o sobě dal výrazněji vědět 29. listopadu 1998 v Lillehammeru, kde skončil na 13. místě. Do první desítky se prvně dostal 9. března 2001 v Trondheimu (7. místo). Na Zimních olympijských hrách 2002 se umístil na 39. a 44. místě. V domácím prostředí 11. ledna 2003 (Liberec) obsadil třetí místo. Na mamutím můstku v Planici pak 20. března 2003 vytvořil nový český rekord s hodnotou 209 metrů.
Průlom v kariéře ovšem nastal až v sezoně 2004/2005 s nástupem slovinského trenéra Vasji Bajce, který stál rovněž za největšími úspěchy japonských skokanů na konci 90. let 20. století. Jakub Janda získal několik druhých a třetích míst a ve všech závodech krom úvodních skoků v Kuusamu (14. místo) se probojoval do první desítky. Díky třetímu místu v Innsbrucku se navíc stal prvním českým skokanem po dvanácti letech, který stanul na stupních vítězů v závodě prestižního Turné čtyř můstků. V celém Turné skončil pátý. V konečném pořadí Světového poháru obsadil 6. místo, když již po třinácti závodech nasbíral více bodů než za celou předchozí kariéru.
Prvního vítězství v pohárovém závodě se dočkal 23. ledna 2005 v německém Titisee-Neustadtu. Na mistrovství světa v Oberstdorfu (Německo) v roce 2005 vybojoval stříbrnou medaili na středním a bronzovou medaili na velkém můstku.
Ještě výraznější byly jeho výkony v následující letní sezóně. Vyhrál polovinu z osmi závodů a jako první Čech v historii i celou letní Grand Prix. Zimní sezónu začal stejně úspěšně. Úvodní závod v Kuusamu, který byl kvůli nepřízni počasí posunut o den a zkrácen na jedno kolo, vyhrál a poprvé v životě oblékl žlutý trikot pro vedoucího závodníka Světového poháru. Neradoval se z něj však dlouho. Již po necelých dvou hodinách začal druhý závod, jenž vyhrál Slovinec Robert Kranjec a sedmého Jandu z trikotu dočasně „vysvlékl“. Český skokan se do čela průběžného pořadí opět vyhoupl po prvním závodu v Lillehammeru, kde mu vítězství uniklo nejtěsnějším možným rozdílem. O 0,1 bodu jej pokořil švýcarský skokan Andreas Küttel. Druhý závod v Lillehammeru však již suverénně vyhrál. Díky jeho triumfu v Harrachově se Česko po jedenácti letech dočkalo vítězství v domácím závodě Světového poháru.
Další velký úspěch zaznamenal na Turné čtyř můstků 2005/2006. V prvním závodu musel skákat proti vítězi kvalifikace Andreasi Widhölzlovi, poněvadž sám byl z kvalifikace vyloučen vinou nepovoleného poměru mezi délkou lyží a svou váhou. Duel však vyhrál a celkově skončil třetí. Po prvním závodě ztrácel na vedoucího Janne Ahonena přes osm bodů. V následujících závodech již kvalifikace úmyslně vynechával a nastupoval vždy proti jejich vítězům. Druhý závod v Ga-Pa vyhrál, ale k Ahonenovi se přiblížil jen o dva body. Bláznivý průběh mělo klání v Innsbrucku. V prvním kole nastoupil právě proti Ahonenovi, duel těsně prohrál, ale do finále postoupil jako jeden z „lucky losers“. Na vedoucí pozice útočil až z dělené 13. příčky. V druhém kole předvedl nejdelší skok dne a vystoupal až na druhé místo. Ahonen skončil šestý a Janda vedl před posledním závodem o dva body. Finále v Bischofshofenu začalo pro Jandu dalším dramatickým soubojem s Ahonenem, vítězem kvalifikace. Finskou skokanskou legendu porazil, ale svůj náskok zvýšil jen o jeden bod. V druhém kole Ahonen ulétl na značku 141,5 metru. Janda odpověděl skokem o 2,5 metru kratším. Závod vyhrál Ahonen, ale v konečném účtování Turné došlo k nevídané situaci: po osmi skocích měli oba skokané 1081,5 bodů a prvně v historii mělo Turné dva vítěze. Pro Česko to znamenalo druhé vítězství v historii. Prvním českým vítězem byl v sezóně 1970/1971 Jiří Raška.
I když je Janda více skokanem než letcem, dokázal svoje kvality i na MS v letech (2006) v Bad Mitterndorfu, kdy obsadil s bodovým ziskem 717,7 bodů konečné sedmé místo. Ve čtyřkolovém závodě se mu nejvíce povedl závěrečný skok, kdy doplachtil do vzdálenosti 200 metrů a porazil i Janneho Ahonena, který skončil o místo za ním.
Po MS v letech a krátce před začátkem Zimních olympijských her v Turíně však přišel pokles formy. V Zakopanem se prvně v sezóně nevešel do první desítky a ani další výkony nebyly přesvědčivé. Jeho výkonnost nepříznivě ovlivnily také rozbroje v českém skoku. Trenéra reprezentace Vasji Bajce se dotkla kritika činovníků českého skoku ze strany serveru Skoky.cz. Bajc zvažoval, že na olympiádu nepojede, a funkcionář Leoš Škoda, který měl spory s lidmi kolem Jakuba Jandy, informaci předal novinářům. Jakub Janda později přiznal, že negativní publicita a atmosféra nejistoty se podepsala na jeho psychice i výkonech. V prvním olympijském závodě (střední můstek) skončil třináctý, v druhém závodě (velký můstek) uzavíral první desítku.
Úkolem pro zbytek sezóny bylo uhájit vedení ve Světovém poháru. Ačkoli Janda nepředváděl tak suverénní výkony jako v první půli sezóny, neustále zvyšoval svůj náskok na hlavního rivala Janne Ahonena. Českému skokanovi nahrával fakt, že se Ahonen potýkal se ztrátou formy a především motivace. Finská skokanská legenda nedosáhla ani při své poslední účasti na olympijských hrách na vytoužené zlato a nechala se slyšet, že zvažuje konec kariéry. Jakub Janda si na Severském turné potřeboval vypracovat co největší náskok před poslední dvojicí závodů na leteckém můstku v Planici. Jandově stylu totiž lety na lyžích nevyhovují a v médiích opakovaně řekl, že by již rád v Planici nikdy neskákal. V Severském turné skončil celkově šestý a před lety navýšil svůj náskok na pohodlných 175 bodů. Janne Ahonen by musel ze dvou zbývajících závodů jeden vyhrát a v druhém skončit nejhůře druhý. Když v prvním závodě skončil jedenáctý, definitivně ztratil šanci na vítězství a Jakub Janda se stal prvním českým skokanem v historii, který vyhrál Světový pohár.
Startoval také na Zimních olympijských hrách 2010, kde se umístil na 14. (střední můstek) a 17. místě (velký můstek) a kde s českým týmem obsadil sedmé místo v závodě družstev. Na ZOH 2014 skončil v závodě na středním můstku na 19. příčce, na velkém můstku na 27. místě a s českým družstvem byl opět sedmý.
Plánoval, že sezóna 2017/2018, ve které se chtěl kvalifikovat na ZOH v Pchjongčchangu, bude jeho poslední. Svoji sportovní kariéru však ukončil předčasně v listopadu 2017 poté, co byl zvolen do Poslanecké sněmovny. Již jako politik absolvoval ještě úvodní mítink Světového poháru v polské Visle ve dnech 17.–19. listopadu. V individuálním závodě na velkém můstku skončil již v kvalifikaci (64. místo) a v závodě družstev obsadil s českým týmem 10. příčku, takže ani zde nepostoupil do finále.

### Styl
Jakub Janda má velmi rozpoznatelný skokanský styl. Díky měkkým kotníkům může téměř dokonale naléhat mezi lyže. Při skoku je jeho obličej takřka ve stejné rovině s lyžemi. „Tak nikdo neskáče. Leží mezi lyžemi a dělá krásné telemarky. Není tam žádná chyba,“ řekl o jeho stylu skokan Jiří Parma. Takový styl je na jednu stranu velmi pohledný, ale skokana mírně brzdí, zvláště když je silnější protivítr. Bývalý německý trenér Reinhard Heß označil Jandův styl za anachronický.

## Politická angažovanost
Od roku 2008 je členem ODS. V roce 2010 se stal členem Oblastní rady ODS Nový Jičín, jímž je dodnes. O rok později byl zvolen taktéž jako stálý člen Regionální rady ODS Moravskoslezského kraje a v roce 2015 se stal předsedou místní buňky ve Frenštátu pod Radhoštěm, které předsedal do roku 2019. V lednu 2019 vystřídal ve vedení Oblastního sdružení ODS Nový Jičín Jakuba Unucku a zvolen naprosto většinou hlasů (98 %) se stal jeho předsedou.
Ve volbách do Poslanecké sněmovny PČR v roce 2013 kandidoval ze 4. místa kandidátky ODS v Moravskoslezském kraji. Poslancem se však nestal.
Za ODS byl zvolen poslancem ve volbách do Poslanecké sněmovny PČR v roce 2017 v Moravskoslezském kraji. Původně figuroval na 4. místě kandidátky, ale vlivem 2 265 preferenčních hlasů skončil nakonec druhý a získal poslanecký mandát.
V krajských volbách v roce 2012 kandidoval do Zastupitelstva Moravskoslezského kraje z 21. místa kandidátky ODS, ale nebyl zvolen. V krajských volbách v roce 2016 kandidoval do Zastupitelstva Moravskoslezského kraje z 22. místa kandidátky ODS, ale rovněž nebyl zvolen.
Jakub Janda se politicky věnuje především oblasti sportu a tělovýchovy. V Poslanecké sněmovně je místopředsedou podvýboru pro sport. Po krajských volbách v roce 2012 jej strana nominovala jako člena Výboru pro tělovýchovu a sport Zastupitelstva Moravskoslezského kraje. V roce 2016 toto místo obhájil, a je tak ve výboru aktivní dodnes. Je dále již druhým volebním obdobím členem Komise sportu Rady města Frenštát pod Radhoštěm. Aktivně vystupuje v podpoře sportu a při tvorbě zákona o sportu. Je dlouhodobým zastáncem vzniku Ministerstva sportu. Při vzniku Národní sportovní agentury se významně podílel na vzniku legislativy, resp. aktualizaci zákona o podpoře sportu.  Věnuje se také rozvoji sportovní infrastruktury v České republice, zejména skokanských areálů v ČR, podpoře talentované sportovní mládeže a sportu hendikepovaných nebo jednotlivým sportovním odvětvím, např. vodáckému sportu.
V Poslanecké sněmovně je také členem Petičního výboru a Výboru pro veřejnou správu a regionální rozvoj. V rámci Výboru pro veřejnou správu a regionální rozvoj se z pozice předsedy podvýboru pro cestovní ruch věnuje této oblasti. Poslaneckým klubem ODS byl se svým stranickým kolegou Vojtěchem Munzarem také nominován jako člen Volební komise.
Jakub Janda zůstal však i po zvolení do Parlamentu ve sportovním prostředí aktivní. Janda dlouhodobě kritizoval například bývalé vedení Úseku skoku na lyžích Svazu lyžařů České republiky. Valná hromada Úseku skoku na lyžích Svazu lyžařů České republiky jej 30. dubna 2018 zvolila novým předsedou českých skoků. Ve funkci tak po 14 letech vystřídal předchozího předsedu Leoše Škodu.
V komunálních volbách v roce 2010 neúspěšně kandidoval do zastupitelstva Frenštátu pod Radhoštěm z 11. místa kandidátky ODS. V komunálních volbách v roce 2014 kandidoval do zastupitelstva Frenštátu pod Radhoštěm z 2. místa kandidátky ODS, ale nebyl zvolen. V komunálních volbách v roce 2018 neúspěšně kandidoval do zastupitelstva Frenštátu pod Radhoštěm z posledního 21. místa kandidátky ODS.
Ve volbách do Poslanecké sněmovny PČR v roce 2021 kandidoval z pozice člena ODS na 3. místě kandidátky koalice SPOLU (tj. ODS, KDU-ČSL a TOP 09) v Moravskoslezském kraji a byl znovu zvolen poslancem. Ve svém druhém funkčním období se opětovně věnoval sportovní problematice a byl zvolen předsedou Podvýboru pro sport v rámci Výboru pro vědu, vzdělání, kulturu, mládež a tělovýchovu, kde nově působí.
V komunálních volbách v roce 2022 kandidoval do zastupitelstva Frenštátu pod Radhoštěm z posledního 21. místa kandidátky ODS, zastupitelem města však zvolen nebyl.
Ve sněmovních volbách v roce 2025 kandiduje z 5. místa kandidátní listiny koalice SPOLU v Moravskoslezském kraji.

## Celková umístění ve Světovém poháru
- 1996/1997: 96. místo (3 body)
- 1997/1998: 70. místo (22 bodů)
- 1998/1999: 47. místo (48 bodů)
- 1999/2000: 70. místo (8 bodů)
- 2000/2001: 35. místo (113 bodů)
- 2001/2002: 32. místo (141 bodů)
- 2002/2003: 25. místo (227 bodů)
- 2003/2004: 39. místo (78 bodů)
- 2004/2005: 6. místo (1164 bodů)
- 2005/2006: 1. místo (1151 bodů)
- 2006/2007: 22. místo (253 bodů)
- 2007/2008: 49. místo (29 bodů)
- 2008/2009: 22. místo (279 bodů)
- 2009/2010: 22. místo (256 bodů)
- 2010/2011: 34. místo (119 bodů)
- 2011/2012: 25. místo (185 bodů)
- 2012/2013: 62. místo (13 bodů)
- 2013/2014: 28. místo (242 bodů)
- 2014/2015: 56. místo (34 bodů)
- 2015/2016: 32. místo (164 bodů)
- 2016/2017: 38. místo (80 bodů)

## Největší úspěchy
- vítěz Světového poháru (2006)
- vítěz Turné čtyř můstků (2006)
- 2. a 3. místo na mistrovství světa (2005)
- 6× vítěz závodu Světového poháru
- 7× stříbrný v závodu Světového poháru
- 7× bronzový v závodu Světového poháru
- 6. místo v celkovém pořadí Světového poháru (2005)
- vítěz letní Grand Prix (2005)
- 4× vítěz závodu letní Grand Prix
- několikanásobný mistr České republiky
- 3. místo v anketě Sportovec roku 2005
- 2× 2. místo v anketě Král bílé stopy (2004/05, 2005/06)
- 5× vítěz skokanské části ankety Král bílé stopy (2001/02–2005/06)